# Pilbara régió
Pilbara régió Nyugat-Ausztrália egyik régiója az állam északi részén. 

## Neve
A Pilbara Őslakos Nyelvi Központ szerint a „Pilbara”  a Nyamal és Banyjima nyelvű „bilybara” szóból származik, amelynek jelentése „száraz”.

## Földrajz

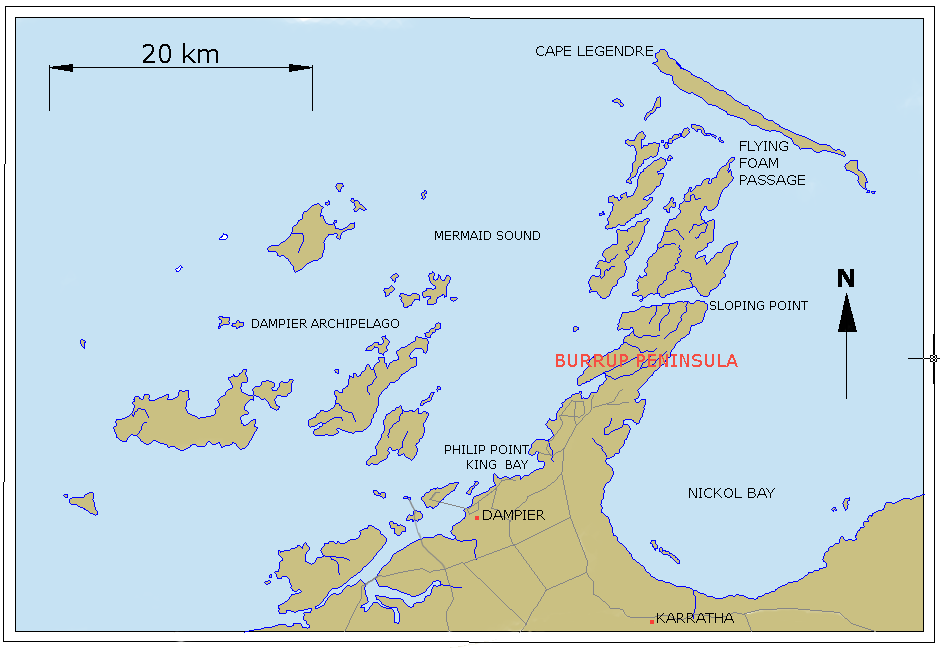
A Burrup-félsziget és a Dampier-szigetcsoport térképe Karratha város mellett

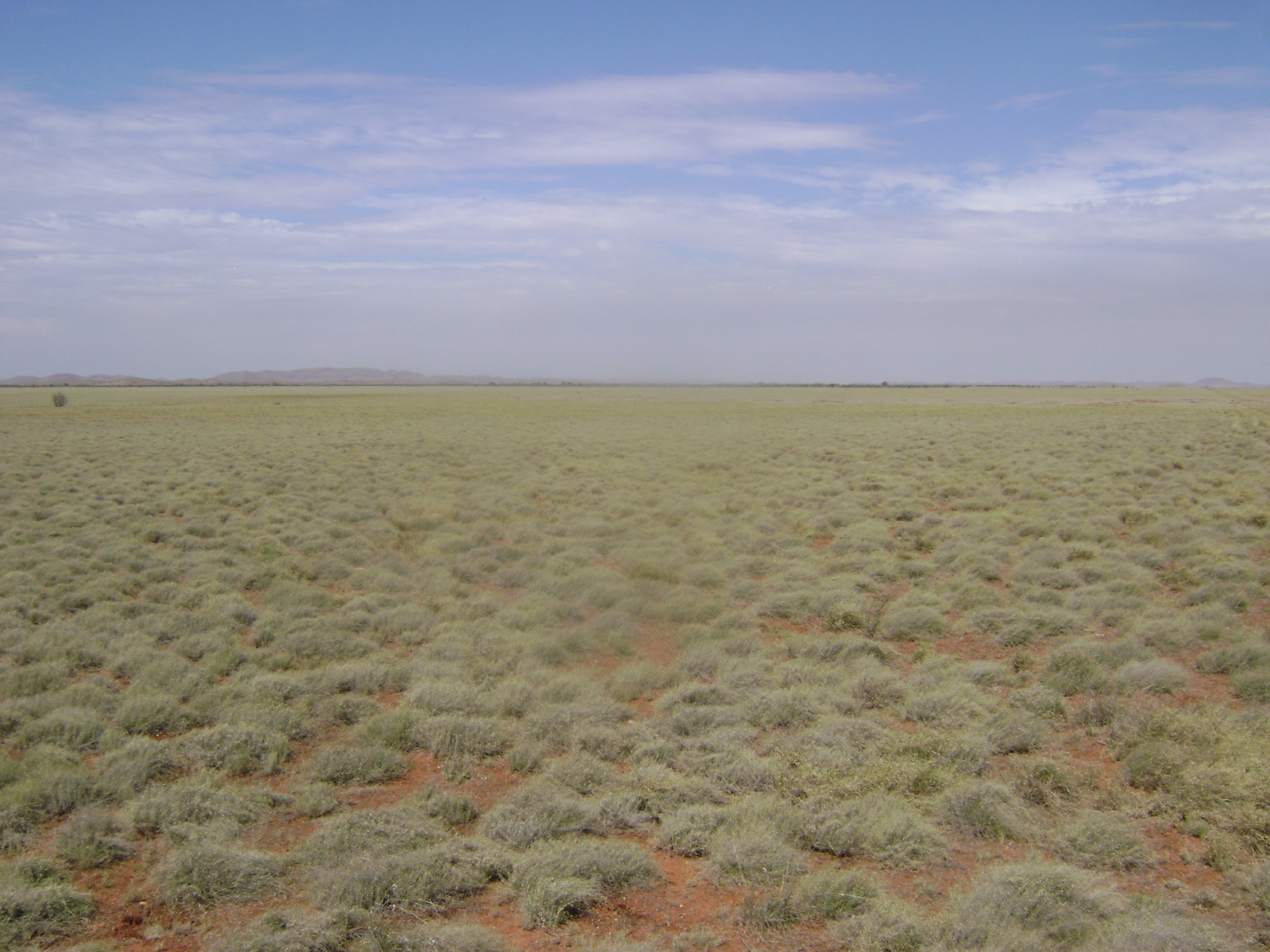
Quartz Hill, Karratha

Pilbara területe 507 896 km². Három jó elkülöníthető földrajzi térségből áll. A nyugati harmada a Roebourne parti homoksíkság. Itt él a lakosság többsége néhány városban, itt van az ipar és a kereskedelem központja. A keleti egyharmad homoksivatag (Nagy-homoksivatag, Gibson-sivatag, Kis-homoksivatag), hol csak néhány őslakos falu található. A kettő között a Pilbara Craton nevű hegyes vidék terül el. Itt terül el a Hamersley-hegység (Hamersley Range), ahol a vasércbányák találhatók, és a Chichester Range nevű hátság. 
A Föld legősibb felszíni kőzetei Pilbarában lelhetők fel: 3 milliárd éves gránittömbök találhatók és sok sztromatolit fosszíliák őrzi az élet legrégibb nyomatát.
Az Indiai-óceánban lévő a Dampier-szigetcsoport 42 szigetből áll, itt vannak a legrégibb, 8-9000 éves településmaradványok.

### Éghajlat
A régió éghajlata száraz trópusi. Magas a hőmérséklet, és a nyári ciklonokból rendszertelenül hullik csapadék.

### Nemzeti parkok
- Karijini Nemzeti Park
- Karlamilyi Nemzeti Park

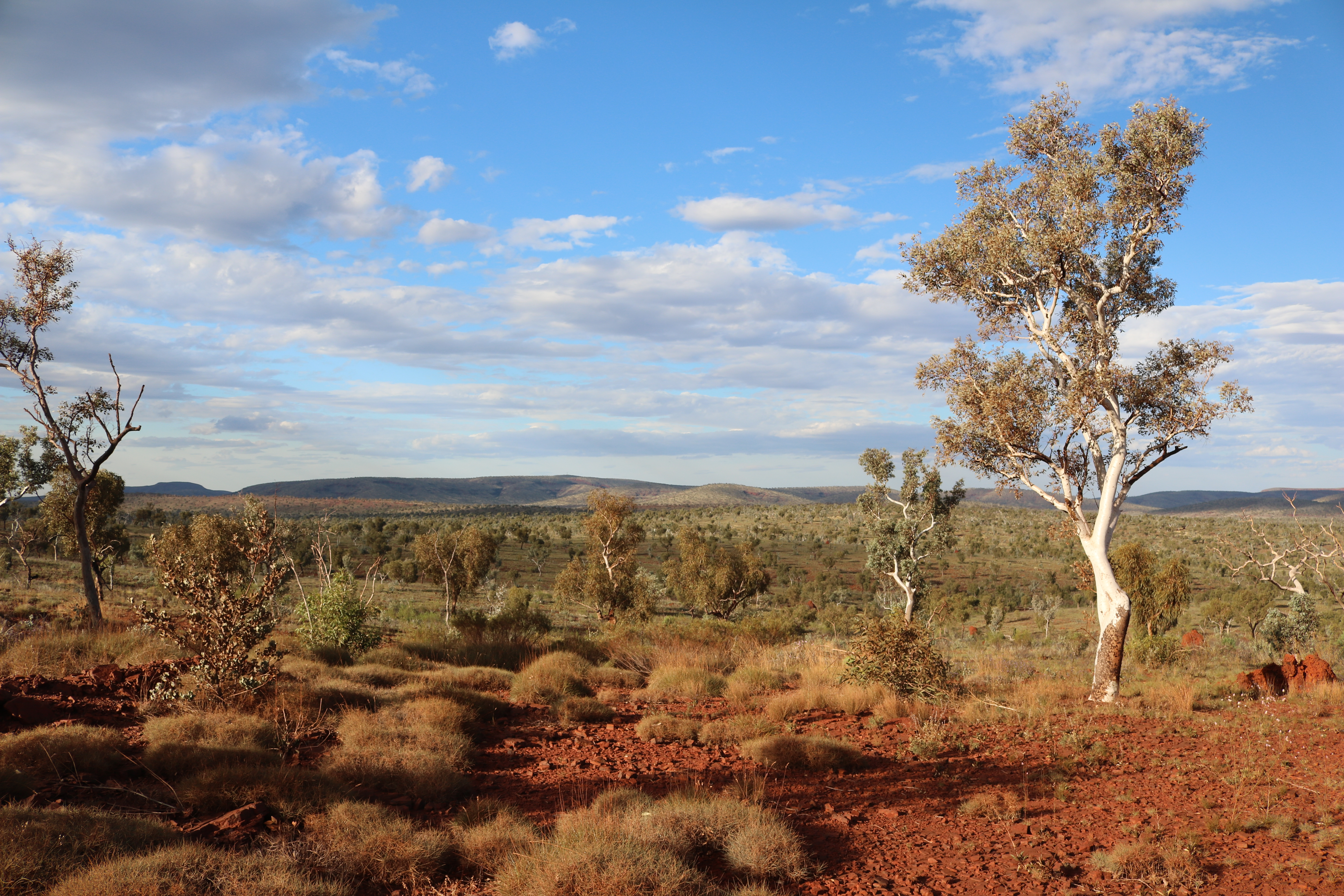
Karijini Nemzeti Park

- Millstream Chichester Nemzeti Park
- Murujuga Nemzeti Park

## Népesség

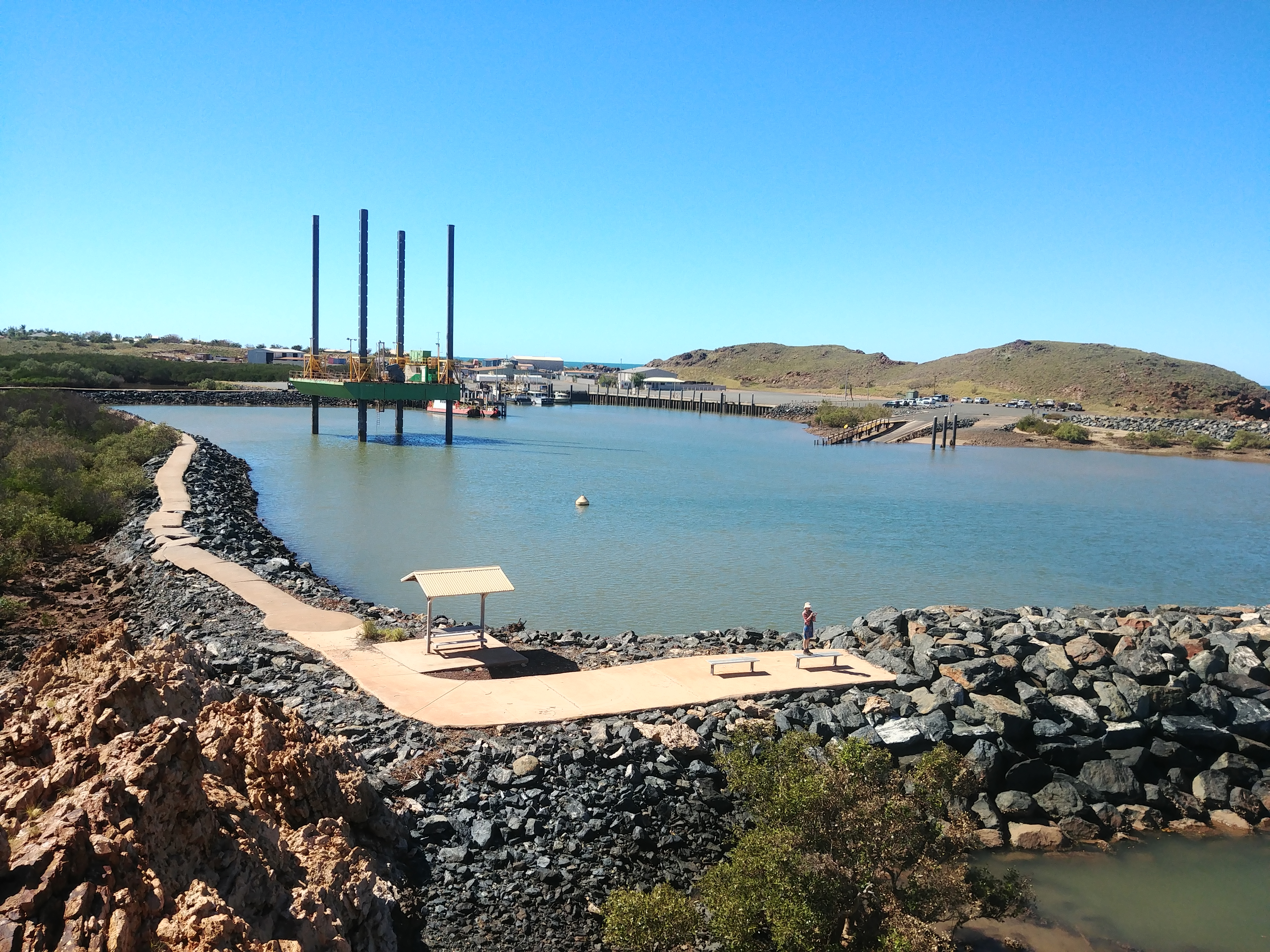
Point Samson kikötője Wickham közelében

A régiót kb. 45 ezren lakják. A legnagyobb települések:
- Karratha, lakossága 16 708 fő (2018)
- Port Hedland, lakossága 14 320 fő (2018)
- Newman, Kelet-Pilbarában, lakossága 4567 fő (2016).

A három fő kikötő: Port Hedland, Dampier és Port Walcott.

## Közigazgatás
A régiónak 4 helyi önkormányzata („község”, Local Government Area, LGA) van:
- Shire-ek:
  - Ashburton
  - Kelet-Pilbara

- Town-ok:
  - Port Hedland

- City-k:
  - Karratha (2014-ig Roebourne)

## Gazdaság

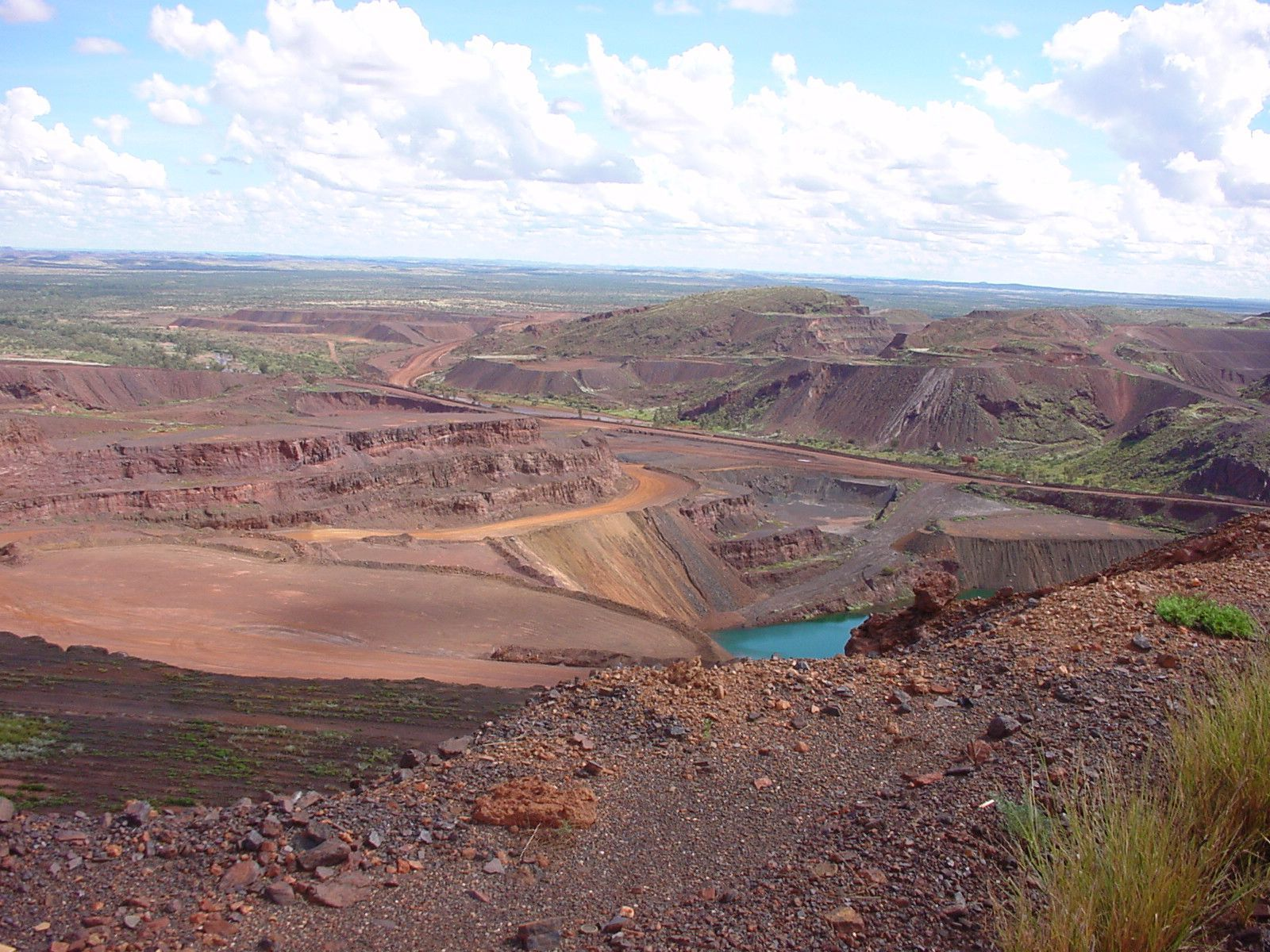
Paraburdoo bánya

A régió gazdaságának alapja a bányászat: vasérc-, mangántelepeket aknáznak ki külszíni fejtéssel, és vasúton szállítják a tengerparti kikötőkbe, Port Hedlandbe, Dampierbe vagy máshová. A vasércbányászat 4000 embert foglalkoztat. A munkások egy része repülőgéppel érkezik dolgozni máshonnan, ahol a családjuk lakik.
Az Indiai-óceánban, az északnyugati partvidéken egy kőolaj- és földgázmező található, amit a Woodside cég üzemeltette Északnyugati Self Vállalkozás (North West Shelf Venture) termel ki, illetve a földgázt cseppfolyósítja. 